# Victoria 3
Victoria 3 er et strategispil, der er udgivet af Paradox Interactive, og er en efterfølger til spillet Victoria II fra 2010. Spillet blev annonceret den 21. maj 2021 på PDXCON: Remixed, og blev udgivet på Steam den 25. oktober 2022.

## Spillets gang
Victoria 3 spænder over verdenshistorien fra 1836 til 1936 og giver spilleren mulighed for at kontrollere et af over 100 lande, der eksisterede i denne periode.
Spillet fokuserer på politik og demografi, hvor gameplayet fokuserer på at appellere til og formilde befolkningsgrupper ("pops"), store blokke af mennesker med fælles interesser. Pops har en række interesser med forskellige ideologier, defineret af deres nationalitet, religion, indkomst, erhverv mm. som spilleren beskæftiger sig med.

## Udvikling
I spidsen op til spillets annoncering blev Victoria 3 set som et ' meme ' af Paradox- fanbasen på grund af spillere, der konstant spurgte om det, blot for at blive ignoreret, med mange sjove med, at det aldrig ville se en udgivelse.
Martin "Wiz" Anward er den aktuelle ansvarlige for udviklingen af spillet. 